# Dichocrocis recurrens
Dichocrocis recurrens là một loài bướm đêm trong họ Crambidae.